# Kambiz Hosseini

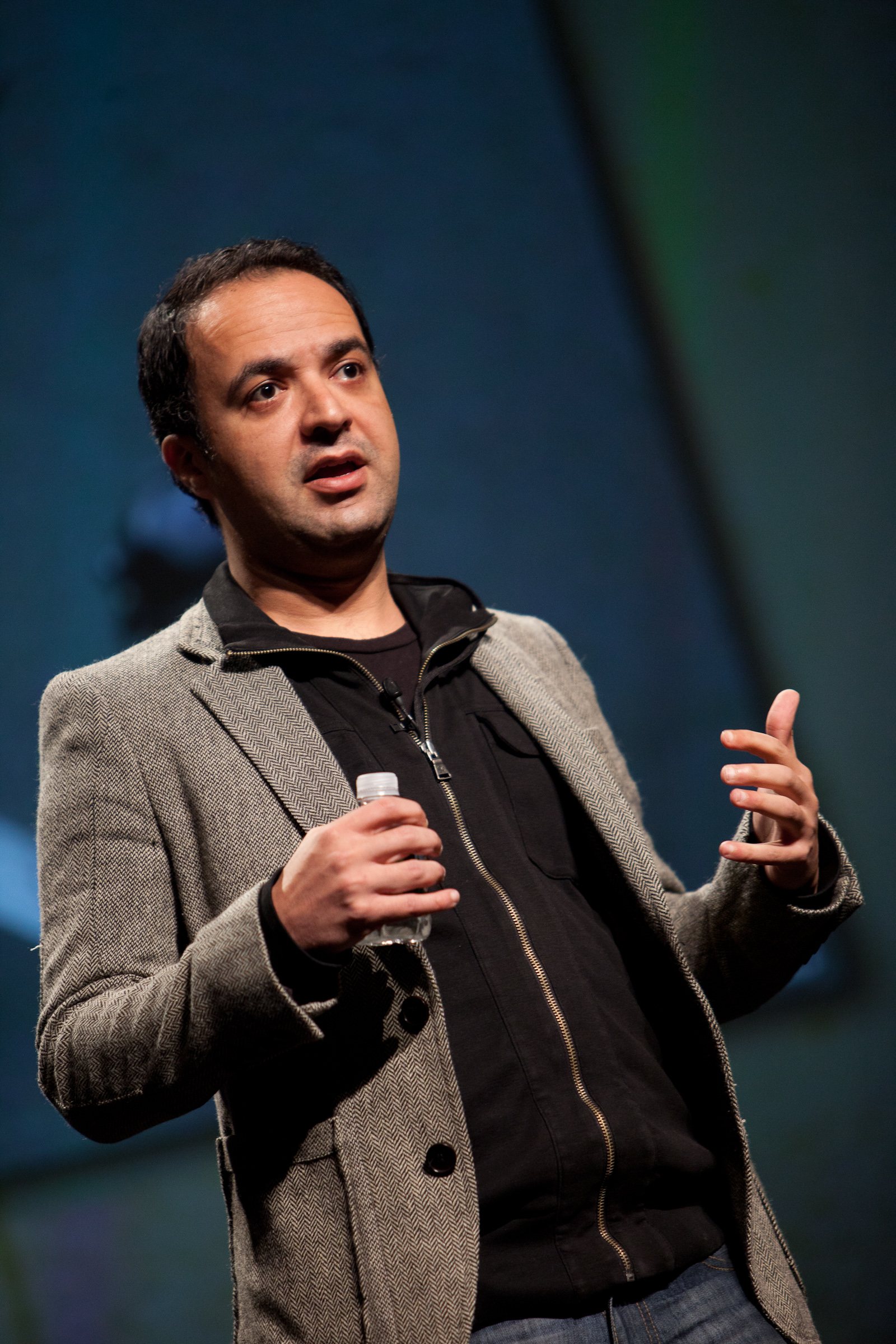
Kambiz Hosseini, Camden (Maine), USA

Kambiz Hosseini lyssna (fil), född 1 augusti 1975 i Iran, är en iransk-amerikansk komiker, programledare, skådespelare och skribent. Hans berömmelse kom som programledare av TV-programmet Parazit på Voice of America-Persian News Network. Han bor i New York och producerar varje vecka en poddradio kallad Klockan fem på kvällen. Podden fokuserar på situationen för de mänskliga rättigheterna i Iran.